# Newsholme
Newsholme is een civil parish in het bestuurlijke gebied Ribble Valley, in het Engelse graafschap Lancashire met 253 inwoners.

## Foto's

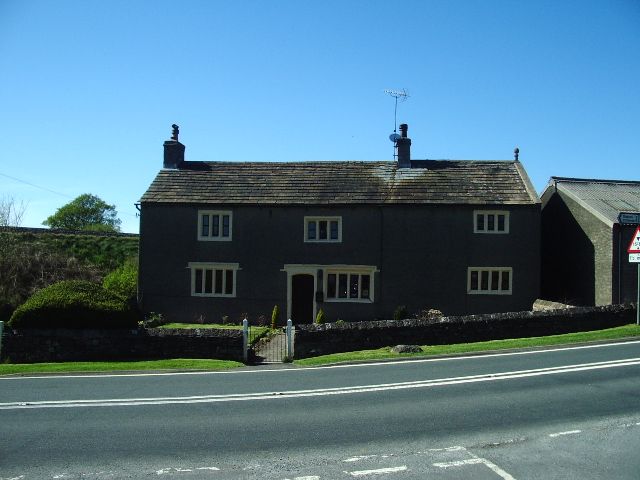
Boerderij